# Виробнича санітарія
Санітарія промислова або виробнича (рос. санитария промышленная, англ. operational hygiene,  industrial sanitation; нім. Betriebshygiene) — один з розділів санітарії. 
Промислова санітарія спрямована на впровадження комплексу санітарно-оздоровчих заходів щодо створення здорових і безпечних умов праці; запобігання професійним хворобам, санітарному благоустрою територій і споруд промислових підприємств тощо.
Зокрема, до організаційних заходів промислової санітарії належать: 
- дотримання вимог охорони праці жінок та осіб віком до 18 років;
- проведення попередніх та періодичних медичних оглядів осіб, які працюють у шкідливих умовах;
- забезпечення працюючих у шкідливих умовах лікувально-профілактичним обслуговуванням тощо.

Технічні заходи промислової санітарії передбачають:  
- систематичне підтри-мання чистоти у приміщеннях і на робочих місцях;
- розробку та конструювання обладнання, що вилучає виділення пилу, газів та пари, інших шкідливих речовин у виробничих приміщеннях;
- забезпечення санітарно-гігієнічних вимог до повітря виробничого середовища (в шахтах, кар’єрах, на збагачувальних фабриках — дотримання пилового режиму атмосфери);
- улаштування систем вентиляції та кондиціювання робочих місць зі шкідливими умовами праці;
- забезпечення захисту працюючих від шуму, ультра- та інфразвуку, вібрації, різних видів випромінювання.